# 久之浜町
久之浜町（ひさのはままち）とは、福島県双葉郡にあった町。

## 概要
現在のいわき市北東部に位置している。合併していわき市となった自治体の中では面積が最も小さかった。太平洋に面していることから、久之浜港を中心に古くから漁業で栄えた。
観光面でも波立海水浴場や久之浜海水浴場など海関係のものが盛んだった。

## 地理
- 河川：大久川

## 歴史
- 1889年 - 田之網村・金ケ沢村・末続村が久之浜村と合併し楢葉郡久之浜村となる。
- 1896年4月1日 - 郡の再編により双葉郡に所属[1]。
- 1901年 - 町制施行し久之浜町となる。
- 1966年 - 磐城市・内郷市・常磐市・平市・勿来市・小川町・遠野町・四倉町・大久村・川前村・田人村・三和村・好間村との合併によりいわき市が誕生。

## 交通
- 国道6号
- 国鉄常磐線久ノ浜駅・末続駅

## 観光
- 波立海水浴場
- 波立薬師
- 久之浜海水浴場
- いわき海浜自然の家